# Haematommataceae
Haematommataceae är en familj av lavar. Haematommataceae ingår i ordningen Lecanorales, klassen Lecanoromycetes, divisionen sporsäcksvampar och riket svampar.
|                  | Sarrameanaceae               |
|                  |                              |
|                  | Hymeneliaceae                |
|                  |                              |
|                  | Brigantiaeaceae              |
|                  |                              |
|                  | Arctomiaceae                 |
|                  |                              |
|                  | Stereocaulaceae              |
|                  |                              |
|                  | Sphaerophoraceae             |
|                  |                              |
|                  | Scoliciosporaceae            |
|                  |                              |
|                  | Ramalinaceae                 |
|                  |                              |
|                  | Psoraceae                    |
|                  |                              |
|                  | Pilocarpaceae                |
|                  |                              |
|                  | Parmeliaceae                 |
|                  |                              |
|                  | Mycoblastaceae               |
|                  |                              |
|                  | Miltideaceae                 |
|                  |                              |
|                  | Megalariaceae                |
|                  |                              |
|                  | Lecanoraceae                 |
|                  |                              |
| Haematommataceae | \| \| Haematomma \| \| \| \| |
|                  | \| \| Haematomma \| \| \| \| |
|                  | Gypsoplacaceae               |
|                  |                              |
|                  | Cladoniaceae                 |
|                  |                              |
|                  | Catillariaceae               |
|                  |                              |
|                  | Biatorellaceae               |
|                  |                              |
|                  | Ectolechiaceae               |
|                  |                              |
|                  | Dactylosporaceae             |
|                  |                              |
|                  | Crocyniaceae                 |
|                  |                              |
|                  | Calycidiaceae                |
|                  |                              |
|                  | Tephromelataceae             |
|                  |                              |
|                  | Aphanopsidaceae              |
|                  |                              |
|                  | Myochroidea                  |
|                  |                              |
|                  | Strangospora                 |
|                  |                              |
|                  | Haematomma                   |
|                  |                              |

|  | Haematomma |
|  |            |